# Terreur dans la savane
Ne doit pas être confondu avec Terreur sur la savane.
Pour plus de détails, voir Fiche technique et Distribution.
Terreur dans la savane (Prey) est un thriller réalisé par Darrell James Roodt. Le film est sorti directement en DVD le 30 janvier 2007 aux États-Unis, et le 4 septembre 2008 en France.

## Synopsis
Tom Newman, ingénieur en hydroéléctricité est parti pour son travail en Afrique du Sud, accompagné de ses deux enfants, issus d'une précédente union, et de sa nouvelle compagne.
Alors que les enfants et leur belle-mère partent en safari, les événements virent à l'horreur : le guide sort de la route pour satisfaire l'envie des enfants de voir les animaux sauvages, puis, hors de la jeep, se fait attaquer par des lions alors qu'il avait gardé les clés du véhicule.
Les trois touristes se retrouvent acculés sans moyen de contacter des secours, la voiture étant leur seule protection.

## Fiche technique
- Titre : Terreur sur la savane
- Titre original : Prey
- Titre québécois : La Proie
- Réalisation : Darrell James Roodt
- Scénario : Darrell James Roodt, Beau Bauman, Jeff Wadlow
- Musique : Tony Humecke
- Photographie : Michael Brierley
- Pays : États-Unis
- Langue : anglais
- Durée : 92 minutes (1 h 32)
- Dates de sortie : 
  -  États-Unis : 30 janvier 2007
  -  France : 4 septembre 2008

## Distribution
- Bridget Moynahan (VF : Françoise Cadol - VQ : Hélène Mondoux) : Amy Newman
- Peter Weller (VF : Luc Bernard - VQ : Benoît Gouin): Tom Newman
- Carly Schroeder (VF : Adeline Chetail - VQ : Claudia Laurie-Corbeil) : Jessica Newman
- Jamie Bartlett (VQ : Louis-Georges Girard) : Crawford
- Connor Dowds (VQ : Aliocha Schneider) : David Newman
- Marius Roberts  (VQ : Tristan Harvey) : Brian
- Jacob Makgoba : Chasseur local
- Muso Sefatsa : Neveu
- Ashley Taylor : Ranger de l'hélicoptère
- Tumisho K. Masha : Ranger de la piste d'atterrissage
- Mary-Anne Barlow : Ranger de la salle de radio
- Thijs Ocenasek : Pilote 1
- Louis Heering : Pilote 2

## Autour du film
Le film s'inspire de l'histoire vraie des Mangeurs d'hommes de Tsavo, pendant l'ère coloniale.